# Læsefærdighed
Læsefærdighed er evnen til at kunne læse og skrive. I noget udvidet forstand kan man også tage med evnen til at forstå et sprog ved lytning og at tale sproget. I moderne sammenhæng definerer man funktionelle læsere, det vil sige, at man er i stand til at læse og skrive på et niveau, som tillader normal kommunikation og som gør det muligt at forstå og kommunikere tanker og deltage i et skriftbrugende samfund. Det ikke at være læsefærdig i det hele taget kaldes analfabetisme. Mellem det at være en funktionel læser og at være analfabet befinder sig en gruppe, som er i stand til at læse enkle tekster, men som ikke vil kunne håndtere svære tekster og som har betydelige problemer med at selv udtrykke sig skriftligt. Man taler også om funktionelle analfabeter, personer som kender til, hvordan man læser og kan klare at læse enkelte ord og sætninger, men som i praksis ikke er læsefærdige.